# دو عشق در یک نسیم
دو عشق در یک نسیم (به تامیلی: Kaathuvaakula Rendu Kaadhal) و (به انگلیسی: Two loves in a breeze) فیلمی هندی محصول سال ۲۰۲۲ و به کارگردانی پرمکومار چاندران و هریشیکش بهارگاوا است. در این فیلم بازیگرانی همچون ویجی ستوپاتی، سامانتا روت پرابو و نایانتارا ایفای نقش کرده‌اند.